# 1214

## Události
- Mnichov se stává městem.
- Bitva u Bouvines.

## Narození
- 25. dubna – Ludvík IX., francouzský král z dynastie Kapetovců († 25. srpna 1270)
- ? – Isabela Anglická, královna Sicílie a císařovna Svaté říše římské († 1. prosince 1241)
- ? – Roger Bacon, františkán, anglický filosof a vědec († 1294)

## Úmrtí
- 14. září – Albert Jeruzalémský, biskup a světec katolické církve (* 1149)
- 6. října – Alfons VIII., král Kastílie (* 11. listopadu 1155)
- 31. října – Eleonora Anglická, kastilská královna jako manželka Alfonse VIII. (* 1162)
- 4. prosince – Vilém I., král Skotska (* 1142/1143)

## Hlava státu
- České království – Přemysl Otakar I.
- Svatá říše římská – Ota IV. Brunšvický – Fridrich II.
- Papež – Inocenc III.
- Anglické království – Jan Bezzemek
- Francouzské království – Filip II. August
- Polské knížectví – Lešek I. Bílý
- Uherské království – Ondřej II.
- Aragonské království – Jakub I. Dobyvatel
- Sicilské království – Fridrich I.
- Kastilské království – Alfonso VIII. Kastilský / Jindřich I. Kastilský
- Rakouské vévodství – Leopold VI. Babenberský
- Skotské království – Vilém Lev / Alexandr II. Skotský
- Portugalské království – Alfons II. Portugalský
- Norské království – Inge II.
- Latinské císařství – Jindřich
- Nikájské císařství – Theodoros I. Laskaris